# Матвієвська Галина Павлівна
Гали́на Па́влівна Матвіє́вська (рос. Галина Павловна Матвиевская; 13 липня 1930, Дніпропетровськ, УРСР — 30 січня 2025) — радянський і російський історик математики, сходознавець, краєзнавець, літературознавець. Доктор фізико-математичних наук (1969). Заслужений діяч науки Узбецької РСР (1980). Член-кореспондент АН УзССР (1984). Дійсний член Міжнародної академії історії науки (1993). Член Спілки письменників Росії.
Лауреат Державної премії УзССР імені Абу Райхана Біруні. Лауреат премії «Оренбурзька ліра» і Всеросійської премії «Капітанська дочка».

## Життєпис
Дочка українського історика Павла Євменовича Матвієвського (1904-1987), сина полтавської землі, який був близьким співробітником академіка Дм. Яворницького, учасником Дніпрельстанівської археологічної експедиції, репресованим 1937 року і фактично витісненим з України до Оренбурга, де він працював під час війни і по війні, де й помер. По матері Галина Павлівна - онучка полтавського віце-губернатора, волинського і єнісейського губернатора Якова Георгійовича Гололобова (1855-1918), замученого махновцями в Катеринославі.
У 1954 закінчила Ленінградський державний університет.
У 1954—1959 працювала в Ленінградському відділенні Інституту історії природознавства і техніки АН СРСР.
З 1959 — співробітник Інституту математики АН УзССР.
З 1994 — професор Оренбурзького педагогічного університету.
Основні напрями досліджень — історія математики і математичної астрономії в країнах середньовічного Сходу, історія теорії чисел, рукописи Л. Ейлера, історія культури Оренбурзького краю.
Автор понад 250 наукових праць, в тому числі 20 монографій. Підготувала трьох докторів і десять кандидатів фізико-математичних наук. Видала посмертно том творів свого батька Павла Матвієвського з історії Оренбурзького краю. Збирає матеріали для книжки про діда Якова Гололобова, який довгий час жив і працював у Катеринославі.
Підтримує контакти з українськими дослідниками.

## Твори
- Вчення про число на середньовічному Сході / Г. П. Матвієвська. — Ташкент : Фан, 1967. — 344 с. — 2 000 прим. (в пер.)
- Рене Декарт / Г. П. Матвієвська. — М. : Наука, 1976. — 272 с. — (Науково-біографічна серія) — 31 500 прим. (обл.)
- Абу Райхан Біруні і його математичні праці: Посібник для учнів / С. Х. Сіраждінов, Г. П. Матвієвська. — М. : Просвещение, 1978. — 96 с. — (Люди науки) — 95 000 прим. (обл.)
- Рамус. 1515—1572 / Г. П. Матвієвська. — М. : Наука, 1981. — 152 с. — (Науково-біографічна серія) — 21 700 прим. (обл.)
- Ал-Хорезми — выдающийся математик и астроном средневековья: Пособие для учащихся / Г. П. Матвієвська. — М. : Просвещение, 1983. — 80 с. — (Люди науки) — 180 000 прим. (обл.)
- Нариси історії тригонометрії. Ташкент: Фан, 1990.
- Улугбек. 1394—1449 / Г. П. Матвієвська, З. К. Соколовська. — М. : Наука, 1997. — 152 с. — ISBN 5-02-003674-9.
- Всеволод Іванович Романовський. 1879—1954 / А. Н. Боголюбов, Г. П. Матвієвська. — Наука. — М., 1997. — ISBN 5-02-003644-7.
- Абд ар-Рахман ас-Суфи. М.: Наука, 1999.
- Даль Володимир Іванович / Г. П. , И. К. Зубова; Отв. ред. Э. Н. Мирзоян. — М. : Наука, 2002. — 224 с. — (Науково-біографічна література) — 530 прим. — ISBN 5-02-022726-9. (в пер.)
- Яков Владимирович Ханыков. 1818—1862 / Г. П. Матвієвська; Российская академия наук. — М. : Наука, 2006. — 200 с. — (Науково-біографічна література) — ISBN 5-02-033232-1. (в пер.)